# Tetrastigma erubescens
Tetrastigma erubescens är en vinväxtart som beskrevs av Jules Émile Planchon. Tetrastigma erubescens ingår i släktet Tetrastigma och familjen vinväxter. Utöver nominatformen finns också underarten T. e. monophyllum.